# Storia di Rovigo
Rovigo è tradizionalmente considerata una città di origine medievale; ciononostante sia l'origine del nome sia la nascita della località restano ancora oscure.

## Preistoria ed Evo Antico
Pochissimi sono i reperti storici giunti fino a noi dall'antichità.
Nel territorio della frazione di Sarzano sono stati scoperti alcuni reperti di bronzo, tra cui due armi attribuite una alla seconda metà del XIII secolo a.C. (Età del bronzo recente) e l'altra agli inizi dell'VIII secolo a.C. (Età del ferro), ma nessun indizio che possa far risalire alla civiltà che produsse questi manufatti.
In alcune tombe scoperte nella frazione di Borsea sono stati invece ritrovati reperti attribuibili alla civiltà paleoveneta, databili tra il VI e il III secolo a.C., e altri (probabilmente per scambi commerciali) attribuibili alla civiltà etrusca, databili VI e V secolo a.C.; entrambe queste civiltà si erano insediate nella bassa pianura Padana, i Paleoveneti a nord e alcuni Etruschi più a sud.
I recenti scavi effettuati nel castello di Rovigo hanno riportato alla luce alcuni reperti di origine romana, recuperati nella terra di riporto che fu utilizzata per le fondazioni della torre Donà, il che fa presupporre una frequentazione del territorio di Rovigo anche nei secoli seguenti; i reperti sono ancora in fase di datazione.
Un recente studio porterebbe a identificare intorno all'attuale Polesine la zona della battaglia dei Campi Raudii in cui i Romani sconfissero i Cimbri nel 101 a.C.; da qui l'ipotesi che la radice celtica raud si sia contratta in rod e abbia dato origine al toponimo documentato nell'Alto Medioevo. Potrebbe dunque essere che una "Rovigo romana" o "Vicus Raudus" sorgesse nei pressi del teatro della famosa battaglia e secondo questa ipotesi il nome significherebbe Città della terra rossa.
Gli etruschi diedero vita alle prime bonifiche del Polesine, dando una caratterizzazione al territorio scavando diversi canali artificiali; in epoca antica la geografia dei fiumi era diversa: l'Adige scorreva più a nord, attraversando Montagnana ed Este, il Tartaro era stato regolato nella fossa Filistina,
che corrisponde grosso modo al percorso dell'attuale Adigetto,
e nell'alveo dove ora scorre il Canalbianco scorreva il Po di Adria, che sfociava nell'Adriatico all'altezza del porto di Adria ed era navigabile, risalendo il Mincio, fino al lago di Garda.
La rotta dell'Adige alla Cucca del 589 devastò le bonifiche. I Longobardi lasciarono l'Adige disalveato per frapporre una palude tra il loro regno e il nemico Esarcato di Ravenna e per secoli la zona di Rovigo rimase un immenso acquitrino.
Il territorio dove sorge Rovigo fu comunque tra i primi a riemergere grazie alla posizione leggermente più elevata rispetto al resto del medio e basso Polesine; la geografia dei fiumi era ormai cambiata: il Po di Adria, l'antica importantissima arteria fluviale, si era già estinto in epoca romana; l'Adige, disalveato, continuava a produrre paludi nel basso Polesine. Il sistema Tartaro-Filistina, ancora funzionante, divenne così il nuovo punto di riferimento per la zona dove cominciarono a formarsi i primi nuclei dell'abitato medievale.

## Medioevo e dominio Estense
La città risulta menzionata per la prima volta in un documento ravennate dell'838 e viene definito in latino villa que nuncupatur Rodigo, ossia "borgo [rurale] detto Rodigo";
l'8 maggio di quell'anno il borgo, che si trovava nella contea di Gavello, fu eletto sede di un arbitrato
che vedeva contrapposti l'arcivescovo Giorgio di Ravenna e Brunigo vassallo dell'imperatore per il possesso di alcuni territori compresi tra Sant'Apollinare e Loreo.
Se il toponimo nacque in questo periodo, potrebbe derivare dalla radice germanica rod che significa terra dissodata.
In documenti successivi del X secolo si parla di un fundus Roda, di una curte Roda e di un vicus Roda, tutti termini riconducibili a Rovigo in quanto si riferiscono a un luogo situato nella diocesi di Adria e situato nei pressi di altri luoghi identificabili con certezza. Il termine villa fa comunque pensare a un centro rurale sufficientemente sviluppato nel quale gli abitanti eleggevano liberamente un massaro che si occupasse della collettività e della giustizia; inoltre è possibile che la "villa Rodigo" sia, come altre ville dell'Alto Medioevo, la prosecuzione di un vicus preesistente di epoca romana.
Il borgo cominciò a svilupparsi in un villaggio più articolato all'inizio del X secolo; in una bolla pontificia del 17 aprile 920 infatti il vescovo di Adria Paolo Cattaneo chiede ed ottiene da papa Giovanni X il permesso di costruire
in curtem Bonevigo quae vocatur Rudige, presso la fossa Filistina, un castrum, ossia un luogo fortificato, per trasferirvi in modo temporaneo la sede vescovile al riparo dalle scorrerie dei barbari,
probabilmente gli Ungari. Alcuni storici fanno risalire a quell'epoca la costruzione del castello in muratura;
secondo altri storici si trattava semplicemente di una fortificazione che cingeva l'abitato, e consisteva in un terrapieno circondato da una palizzata e da un fossato, sul modello di altri castrum costruiti in quell'epoca.
In un documento del 6 dicembre 954 il borgo è già chiamato castrum, e dimostra che 34 anni dopo la concessione papale la fortificazione, qualunque essa fosse, fu terminata.
La rotta del Pinzone, avvenuta più o meno in quel periodo, creò un nuovo sconvolgimento idrografico: l'Adige, appena regolato in un antico canale detto "Chirola", ruppe a Badia Polesine e si riversò nella Filistina, devastandola; il comune di Rovigo, insieme a quelli di Lendinara e di Badia, regolò l'Adige nel corso dell'antica fossa.
Il Tartaro, rifiutato dal nuovo corso dell'Adige, seguì l'antico alveo del Po di Adria, ossia prese a scorrere grossomodo nel suo alveo attuale.

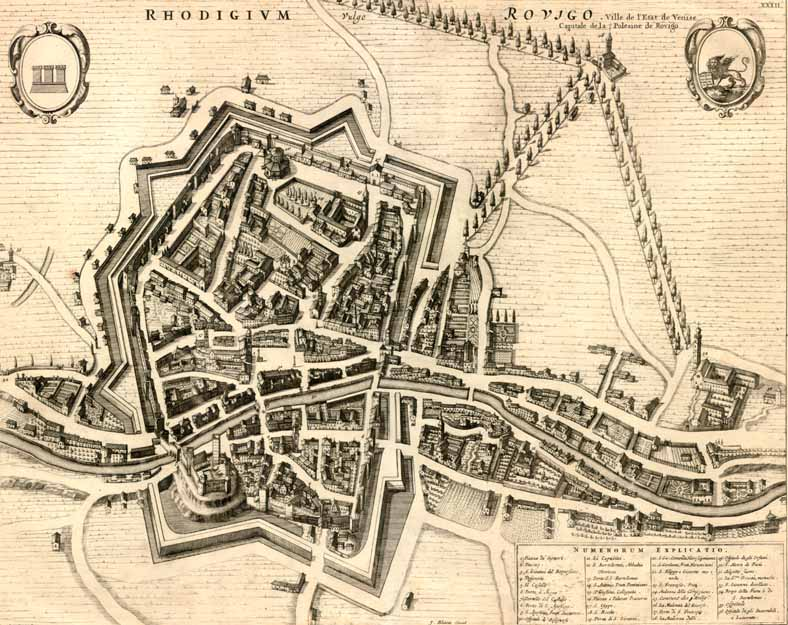
Antica mappa di Rovigo del XXVII durante la Repubblica di Venezia

La fortificazione in muratura con l'annesso castello è comunque cosa fatta nel XII secolo, quando l'abitato di Rovigo si estendeva già su entrambi i lati dell'Adigetto, che all'epoca era un vero e proprio fiume; secondo gli storici rodigini del XVI secolo il vescovo di Adria Florio I nel 1139 fece iniziare i lavori, che furono terminati dal suo successore Vitale nel 1160. Gli storici contemporanei non danno più molto credito a questa versione in quanto non ci sono giunte le prove documentarie dell'esistenza di questi due vescovi. È invece accertato che un visconte rappresentante degli Estensi era presente a Rovigo già nel 1117, quindi si presume che la costruzione delle mura sia stata una iniziativa della casa d'Este. Il castello consisteva in una semplice cittadella con un mastio al suo interno, ancora oggi conservato: la torre Donà,
con i suoi 66 metri, era una delle più alte torri medievali italiane.
Nel 1190 Rovigo fu conquistata dai Veronesi; nel 1194 Azzo VI d'Este, che lottava per la signoria di Ferrara (conquistata poi nel 1240 dal figlio Azzo VII) riprese il possesso di Rovigo con il titolo di conte grazie all'intervento dell'imperatore. A parte tre brevi parentesi nel 1213, nel 1309 e nel 1352 in cui i Carraresi di Padova governarono sulla città, Rovigo rimase estense per quasi tre secoli.
A partire dal XIII secolo il territorio, che da tempo immemore era stato chiamato "Contea di Gavello", cominciò a chiamarsi "Contea di Rovigo".
Nel 1324 iniziarono i primi insediamenti fuori dalle mura, a sud della città. Nel 1343 il vescovo di Adria decise di costruire a Rovigo una residenza vescovile, ma la diocesi continuò a chiamarsi "diocesi di Adria"; la residenza stabile del vescovo, comunque, era al di fuori della sua stessa diocesi.
Il XV secolo fu tormentato per Rovigo e tutto il Polesine a causa delle continue guerre in cui gli Estensi furono coinvolti; a ciò si aggiunse la disastrosa rotta dell'Adige del 1438 che ebbe tra le conseguenze anche la riduzione della portata dell'Adigetto. Verso la fine del secolo i debiti sottoscritti dagli Estensi per finanziare le guerre diventarono insostenibili, così nel 1482 la Repubblica di Venezia si prese Rovigo e il suo territorio, che furono ceduti definitivamente alla Serenissima al termine della Guerra del Sale in cambio dell'estinzione del debito.

## Dominio Veneziano
Il trisecolare dominio della Serenissima cominciò male, visto che il territorio fu coinvolto pesantemente nei fatti della Lega di Cambrai (1508 - 1511), e coincise con una stasi nello sviluppo della città di Rovigo, a parte rare ma importanti eccezioni; il governo di Venezia fece poco per stimolare la crescita del nuovo possedimento, nonostante i podestà mandati in città inviassero relazioni in cui richiedevano un intervento più sostanziale che formale. Per imprimere subito l'impronta della repubblica, fu costruita in piazza Maggiore (l'attuale piazza Vittorio Emanuele II) una torre civica che poteva competere, in altezza, col mastio del castello, e vi fu pure trasferita la campana che fino ad allora vi aveva suonato; successivamente, come consuetudine, fu costruita anche la colonna con il Leone di San Marco, sempre in piazza Maggiore. Ciononostante il legame dell'aristocrazia locale con Ferrara rimase forte, al punto che i veneziani provocarono l'incendio doloso della residenza estense in città, nella speranza di allentare questi rapporti che erano visti con sospetto.

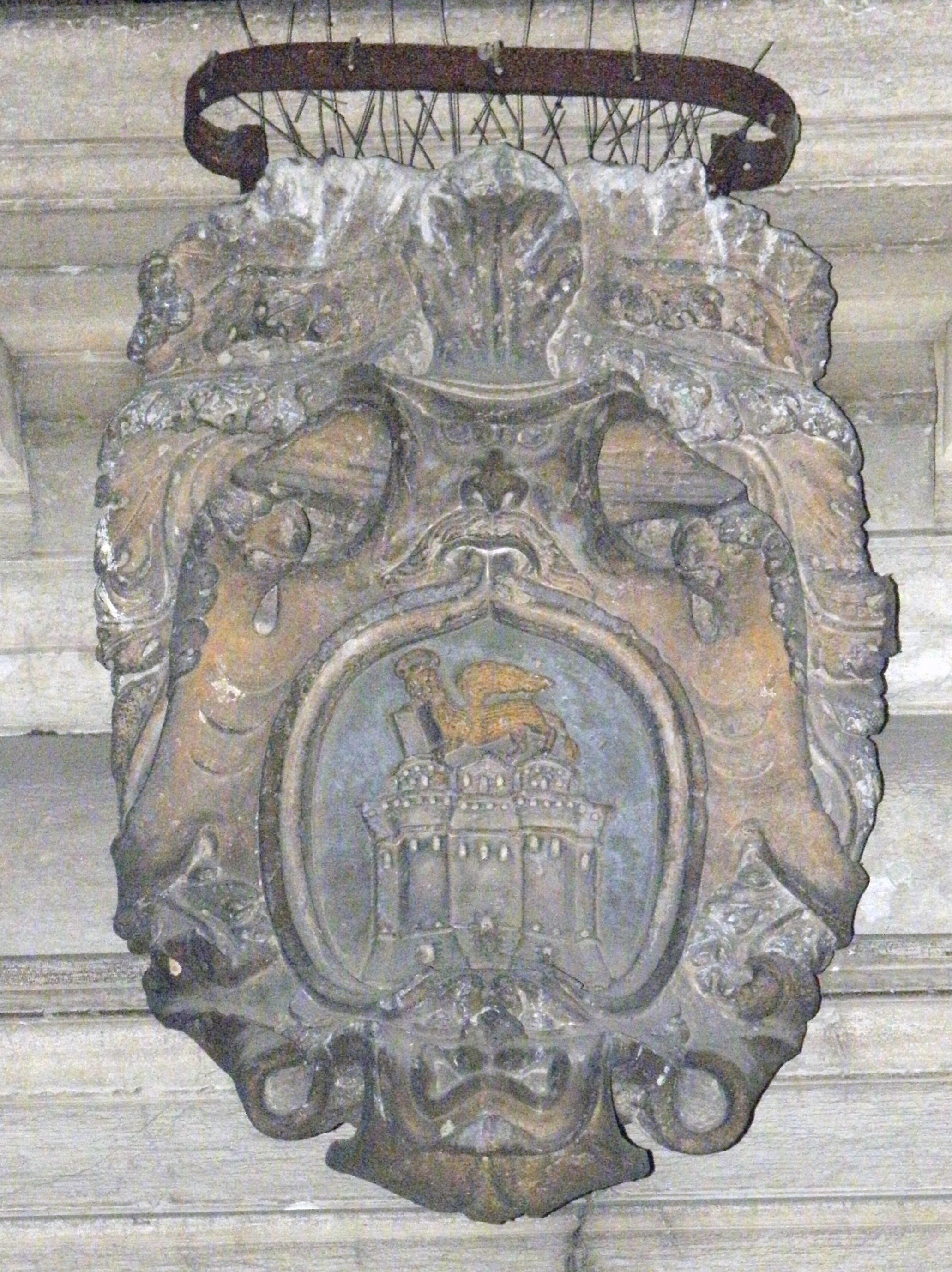
Stemma della città nell'epoca della Repubblica di Venezia presente sul portale della Chiesa della Beata Vergine del Soccorso, detta "La Rotonda".

Dal punto di vista culturale, all'inizio del dominio veneziano Rovigo divenne una città molto attiva, producendo umanisti come Ludovico Ricchieri detto Celio Rodigino e attirandone altri come Francesco Brusoni; in questo contesto nacquero anche le famose paretimologie che vorrebbero Rodigium derivare dal greco ῥόδον (rhódon ossia rosa) e Policinum (nome latino del Polesine) da Paeninsula (ossia penisola). La prima, in particolare, riscosse molto successo al punto che in molti arrivarono a trascrivere Rhodigium nel citare i documenti precedenti, aggiungendo una "h" che in realtà non era mai stata presente prima di allora. Lo stesso Ludovico Ariosto ne rimase affascinato e nel suo Orlando furioso scrisse:
le dié piacevol nome in greche voci»
(L. Ariosto, Orlando Furioso, canto 3, 41, vv. 1-2)
Rovigo però, al termine della guerra della Lega di Cambrai, si rinchiuse in sé stessa, arrivando addirittura a spingere il Brusoni, a cui era stata precedentemente data la cittadinanza onoraria, a lasciare la città in quanto "straniero".
L'Accademia dei Concordi, fondata nel 1580, fu un riflesso di questa chiusura culturale nel primo secolo e mezzo della sua storia.
Alla fine del XVI secolo un movimento popolare di grandi dimensioni diede l'occasione ai governanti della Serenissima di farsi ben volere anche a Rovigo: la gente chiedeva a gran voce la costruzione di un tempio dove conservare un'immagine della Vergine col Bambino ritenuta miracolosa, e a tale scopo era già stata raccolta la cifra incredibile di 12 000 ducati d'oro. I podestà chiamarono allora un famoso ingegnere che fu collaboratore del Palladio, il bassanese Francesco Zamberlan, per progettare e supervisionare la costruzione del tempio della Beata Vergine del Soccorso, noto col nome di Rotonda per via della pianta a simmetria centrale. Il tempio fu realizzato in tempi brevissimi, e rappresentò non solo un luogo di raccolta e pellegrinaggio per la popolazione della città e dei dintorni, ma anche una autocelebrazione dell'aristocrazia di Venezia, che ne fece decorare l'interno con tele di elevato valore artistico e allegorico, raffiguranti i podestà veneziani che governarono su Rovigo fino agli anni 60 del XVII secolo.
Durante il XVIII secolo e fino alla fine della Serenissima gli unici interventi pubblici in città furono il recupero e il restauro di edifici storici; tra gli interventi di maggior rilievo ci furono l'ampliamento del duomo, il completamento del campanile della Rotonda sul disegno di Baldassarre Longhena, il restauro di palazzo Roverella in piazza e l'abbattimento della torre civica cinquecentesca, sostituita dalla torre di dimensioni più modeste (e ragionevoli) che si può ancora ammirare nella piazza principale. L'edilizia privata seguì l'aumento della popolazione e produsse anche piccoli capolavori come il palazzo Roncale e il palazzo Angeli; in questo periodo il borgo S. Bortolo cominciò ad assumere una sua identità di quartiere fuori porta. Rovigo conservò la sua pianta pentagonale circondata dalle mura e attraversata dall'Adigetto (che nei secoli perse progressivamente di importanza); alcuni tentativi da parte di privati di demolire le fortificazioni ormai inutilizzate furono fortunosamente bloccati dall'intervento dei podestà, ma senza che ci fosse una reale coscienza di recupero storico; infatti a ridosso e all'interno del castello furono costruite addirittura alcune case popolari, che furono donate dal nobile Marcello Grimani ai cittadini meno abbienti.

## Risorgimento e Regno d'Italia
Fu all'inizio del XIX secolo, in seguito alla caduta della Repubblica di Venezia e all'instaurarsi della dominazione francese in Polesine. In piazza Maggiore si trovò finalmente il posto per una sede di prestigio all'Accademia dei Concordi, fondata già da oltre due secoli ma finalmente attiva anche nel recupero urbanistico e culturale della città. Nel frattempo il saccheggio effettuato dall'esercito francese nei confronti dei territori della Repubblica di Venezia cambiò la struttura urbana della città.  L'eccesso di laicismo liberale oltre alla soppressione degli ordini religiosi portò anche alla demolizione della storica chiesa di Santa Giustina e alla nascita, al suo posto, della piazza minore ora intitolata a Giuseppe Garibaldi; affacciandosi su questo nuovo spazio pubblico nacquero in seguito, durante la dominazione austriaca, il teatro Sociale e il palazzo della borsa commerciale.
Gli stessi dominatori austriaci vollero dare il loro contributo alla piazza Maggiore con il palazzo della Gran Guardia, dallo stile imprecisato che non piacque nemmeno ai contemporanei. Vennero abbattute quattro delle sei porte di accesso alla città e le fosse furono trasformate in passeggi pubblici per promuovere lo sviluppo della città all'esterno delle mura estensi. Fortunosamente, gran parte della cinta muraria si salvò da questi interventi distruttivi sulle fortificazioni giudicate ormai inutili: durante il XIV secolo infatti i cittadini di Rovigo, per "risparmiare" la costruzione di una parete, edificarono le loro case a ridosso della parte interna delle mura, che oggi possono ancora essere ammirate dall'esterno. Delle fortificazioni fatte costruire nel XII secolo si salvarono anche la torre Donà e la torre Grimani, la cosiddetta "torre mozza", che faceva parte del complesso della cittadella, e la torre di via Pighin.
L'economia era ancora prevalentemente basata su agricoltura e allevamento.
Il cavallo polesano divenne famoso in tutta Europa come la migliore razza di cavalli per il traino di carrozze; la razza oramai è estinta, ora soppiantata dai motori delle automobili, ma per la selezione, l'esposizione e la vendita dei cavalli di razza polesana in quel periodo fu rinvigorita la tradizione del palio per le vie del centro,
fu costituita la fiera d'ottobre e fu edificato l'ippodromo in una zona a est tra l'abitato e l'attuale frazione di Sarzano. L'annessione al Regno d'Italia diede la spinta definitiva allo sviluppo, e Rovigo cominciò ad affermarsi come punto di riferimento reale per l'economia di tutto il Polesine; la borsa commerciale giunse ad avere addirittura una rilevanza nazionale. Nel 1866 la città risentì favorevolmente della costruzione della linea ferroviaria Padova-Rovigo, subito prolungata verso Ferrara e diramata negli anni successivi verso Legnago e verso Adria. All'inizio del XX secolo si stabilirono le prime industrie, tra cui ebbe particolare importanza lo zuccherificio costruito a nord, ora sede della Fiera; si trattò però di episodi isolati che non ebbero sviluppi reali nel tessuto economico della città.
Nel 1927 il territorio del comune fu allargato, inglobando i territori fino a quel momento autonomi di Boara Polesine (con Granzette), Buso Sarzano (con Mardimago), Sant'Apollinare con Selva (Selva è poi diventata Fenil del Turco), Borsea, Grignano di Polesine e Concadirame. Nel 1930 si demolì la parte più fatiscente del ex ghetto ebraico, e fu creata al suo posto la piazza Roma, oggi piazza Merlin; la piazza fu abbellita con una fontana e per diversi decenni la porta San Bortolo godette finalmente di ampio respiro;
la costruzione a fine secolo di un discutibile chiosco in stile contemporaneo ha nuovamente occupato lo spazio che si era liberato.
Durante il ventennio fascista nacque il progetto di deviare il corso dell'Adigetto, ormai ridotto a un corso d'acqua di scarsa importanza, a ovest della città e creare al suo posto una grandiosa via di celebrazione in stile fascista. Il corso Littorio, questo fu il nome dato al progetto, prevedeva anche una riqualificazione del castello. Alcuni edifici del progetto furono costruiti prima ancora che l'Adigetto venisse deviato; tra questi, spiccano per imponenza e stile di realizzazione il palazzo delle poste e il palazzo INA. Nel frattempo, la costituzione del quartiere della Commenda e del nuovo centro sanatoriale favorirono lo sviluppo della città a nord, mentre a sud-ovest la località Tassina ormai diventava un quartiere periferico della città. Nel 1938 il corso dell'Adigetto fu finalmente deviato, ma i lavori di realizzazione del corso furono interrotti a causa della seconda guerra mondiale.

## Secondo dopoguerra
Terminata la ricostruzione dell'immediato dopoguerra, il progetto degli anni trenta fu completato solo parzialmente, e a quello che ora si chiama corso del Popolo è venuta a mancare una organicità di realizzazione. Il castello venne comunque liberato dall'oppressione delle "case Grimani" e trasformato in giardino pubblico; il gruppo delle "due torri" cominciò così a diventare uno dei simboli principali della città,
probabilmente il simbolo più amato dagli stessi cittadini.
A partire dagli anni 1950 e 1960, Rovigo ha avuto un notevole sviluppo, sia come tradizionale mercato agricolo, sia come centro industriale, favorito dall'inserimento del Polesine nelle zone ad economia depressa; furono costituiti la nuova parrocchia e quartiere di San Pio X per l'espansione della città a ovest, fu costruita la chiesa della Commenda e il quartiere fu ampliato ulteriormente a est;
nel territorio a sud-est compreso tra l'abitato e la frazione di Borsea si è sviluppata una organica zona industriale, che ora ha uno sbocco naturale sul interporto fluviale realizzato a fine secolo sul Canalbianco. Questo incredibile sviluppo, un record in Veneto, causò però il rapido abbandono del centro storico, che subì un forte degrado fino alla fine degli anni 1970; una nuova coscienza nata negli anni 1980 ha permesso il recupero, a volte discutibile ma sempre organico, del patrimonio urbanistico e architettonico del centro cittadino.
In tempi recentissimi si sono sviluppati il nuovo polo ospedaliero a est e la zona commerciale a nord della città, dove si sono stabilite anche le sedi della Fiera e dell'Università.
Nei primi anni duemila venne inoltre completato il recupero urbanistico dell'ex ghetto ebraico, iniziato negli anni 1930;
nonostante la volontà del comune di dare un impianto organico alla realizzazione di questo importante progetto, che coinvolge il più vasto isolato del centro cittadino, è mancata la collaborazione di una proprietà poco incline a rinunciare a superfici commerciali per realizzare i collegamenti interni tra i nuovi ambienti pubblici che si sono venuti a creare. La realizzazione si è dunque eccessivamente frammentata, ma il risultato è complessivamente di buon gusto.